# 52-я стрелковая бригада
52-я отдельная стрелковая бригада (1-го формирования) — воинское соединение СССР в Великой Отечественной войне.

## История

### Формирование
ПРИКАЗ О СФОРМИРОВАНИИ 50 ОТДЕЛЬНЫХ СТРЕЛКОВЫХ БРИГАД № 00105 14 октября 1941 г.

Во исполнение постановления Государственного Комитета Обороны № 796сс от 14 октября с. г. приказываю:

К 28 октября 1941 г.* сформировать 50 отдельных стрелковых бригад, согласно прилагаемому штатному расчёту. Формирование провести:

1. В СКВО: 11, 12, 13, 14, 15, 16-ю отдельные стрелковые бригады.

2. В ОрВО: 17, 18, 19, 20, 21-ю отдельные стрелковые бригады.

3. В ХВО: 22, 23, 24, 25-ю отдельные стрелковые бригады.

4. В МВО: 26, 27, 28, 29, 30, 31-ю отдельные стрелковые бригады.

5. В АрхВО: 32-ю, 33-ю отдельные стрелковые бригады.

6. В САВО: 34, 35, 36, 37, 38, 39, 40-ю отдельные стрелковые бригады.

7. В СибВО: 41, 42, 43, 44, 45-ю отдельные стрелковые бригады.

8. В УрВО: 46, 47, 48, 49, 50-ю отдельные стрелковые бригады.

9. В ПриВО: 51, 52, 53, 54, 55, 56, 57, 58, 59, 60-ю отдельные стрелковые бригады.

На укомплектование указанных частей обратить: 40 000 курсантов из военных училищ, 40 000 курсантов полковых школ, 20 000 политбойцов и 116 000 из числа выздоравливающих после ранения бойцов.

Начальнику Главного управления формирования и укомплектования войск Красной Армии отдельные стрелковые бригады, формируемые в Московском, Орловском и Харьковском военных округах, после их укомплектования личным составом отвести и дислоцировать в Уральском, Сибирском и Среднеазиатском военных округах.

Народный комиссар обороны СССР И. СТАЛИН
52-я отдельная стрелковая бригада формировалась по штату как курсантская с 25 октября по 5 декабря 1941 года в городе Мелекес Куйбышевской области.
9 декабря 1941 года прибыла под Москву в город Люблино.
С 18 по 30 декабря 1941 г. находясь в подчинении Московского Военного Округа, была использована в обороне г. Москвы на Можайском и Нарофоминском направлениях. Активных действий в этот период не вела и, находясь в обороне, не имея ещё матчасти (артиллерии и связи), занималась обучением личного состава и усовершенствованием оборонительных рубежей.
С 5 января 1942 г. бригада вошла в состав 1-го Гвардейского корпуса и в конце месяца вместе с другими его частями прибыла в район восточнее Старой Руссы. Командиром бригады был назначен полковник Гузенко Сергей Степанович.

### Первые бои
Демянская наступательная операция (1942)
25 января 1942 года 52-я Отд. Стр. Бр. повела наступление и овладела совхозом «Хмелево», прорвав тем самым укреплённую полосу обороны противника: с/х «Хмелево»,Щекотец,Мануйлово, Парфинская Лука, Селиваново.
Для бойцов и командиров это был первый бой, потери были большие.
Вот данные из боевого донесения № 1 штаба 52 ОСБр: (орфография сохранена)

"•1. Части 52 ОСБр. в результате боя в 3ч 15м 30 января 1942 г. овладели опорным пунктом свх. «Хмелево» сев.
По донесению командира роты автоматчиков, группа автоматчиков в 6ч 00м 30 января 1942 г. овладела Щекотиц.
При попытке ночной атакой захватить свх. «Хмелево южн. Части бригады были встречены кинжальным огнём 4-х станковых пулемётов из ДЗОТов, залегли, и успешного продвижения не имели.
•2. Привожу части бригады в порядок, которые, оставив заслон против свх. „Хмелево“ южн. В 11ч 00м 30.01.42г. перейдут в преследование противника на Щекотиц, Медведково, Лукино.
Приданому мне батальону 180 СД поставлена задача: сосредоточившись в свх. „Хмелево“ южн., в 10ч 00м 30.01.42г. перейти в преследование противника на Щекотиц — Лукино.
•3. Имею потери убитыми и ранеными: начсостав ориентировочно до 80 %, бойцов до 70-80 %.
•4. Боеприпасы на исходе, 120 м/м мин нет вовсе. Люди накормлены, прошу помощи по вывозу раненых из Юрьево»

### Дальнейшие бои
После взятия с/х «Хмелево» бригада в невероятно трудных климатических условиях, лесами, между опорными пунктами противника по рекам Ловать и Пола совершила марш к станции Пола, имея задачу овладеть последней и прилегающими населёнными пунктами. Задачу бригада выполнила, но удержать станцию не смогла.

Вот запись из истории 290-й пехотной дивизии : 
«…русские напирают, и им удаётся 27 января проникнуть над Ловатью, 29 января над р. Пола в местечко Пола. Батальон Кимпэ освобождает с подкреплением взвода 8-го артиллерийского полка 290 п.д. до наступления рассвета главную часть Полы, чтобы 30 января с подкреплением артиллерийского полка отвоевать остаток местечка. В 16 часов Пола снова за немцами».
В феврале 1942 года 52-я Отд. Стр. Бр.совместно с частями 180-й стрелковой дивизии полковника И. И. Миссана будет участвовать в освобождении Полы,Парфино ,Конюхово и Фанерного завода № 2.
После 52-я отдельная стрелковая и 74-я отдельная морская стрелковая бригады, ведя бои за деревни в долине реки Пола, совершали марш в распоряжение командира 1-го гвардейского стрелкового корпуса.
На правом берегу реки 52-я Отд. Стр. Бр. освободила деревни Чапово , Чёрный Ручей.
20 февраля бригада вошла в соприкосновение с батальоном Барабанова 312-го Новгородского полка 26-й стрелковой дивизии, со второй попытки выбила немцев из Кутилихи и Больших Дубовиц, участвовала в боях за Васильевщину, Учны, Июдкино. Начиная с середины марта занимала оборону в районе Бяково — Закорытно — Маклаково.
В конце апреля 1942 г. бригада понесла большие потери в районе Рамушево-Бяково-Омычкино.

### Преобразование в207-ю стрелковую дивизию
Согласно приказу командующего 11-я армии за № 075/оп от 30.05.42г. 52 ОСБр вышла из состава 11-я армии и начала сосредотачиваться в районе Крестцы .
По приказу № 052 от 31.05.42г. штаба СЗФ, Бригада поступает к погрузке в ж/д. эшелоны для следования в резерв Верховного Главного Командования Красной Армии.
Станция погрузки — Крестцы, станция выгрузки — Иваново .
«Во второй половине 1942 года за Рамушевский коридор развернулось ожесточённое сражение. Оно длилось с небольшими паузами с июня по декабрь. Доселе никому не известная на берегу небольшой речки Ловать тихая деревушка Рамушево стала центром противоборства огромных масс войск» 
4 июня 1942 года 52-я Отд. Стр. Бр. прибыла на укомплектование в г. Иваново. Личный состав бригады — всего 685 человек. В том числе: Комначсостава — 182; Младшего НС — 127; Рядового — 376. Основание: Боевое распоряжение Штаба СЗФ от 31.05.1942 за № 0152/ОП.
7 июня 1942 года из Москвы прибыл командир бригады подполковник С. С. Гузенко со штатами на формирование 207-я стрелковой дивизии.(В штатах № 04/200 указано: СД № 207)
8 июня 1942 года 52-я Отд. Стр. Бр. переформируется в 207-ю стрелковую дивизию. Основание: Приказ по 207 СД № 2 от 8.6.42.
Командир дивизии — подполковник т. Гузенко, Сергей Степанович.
Комиссар дивизии — батальонный комиссар т. Лукашевич, Давид Андреевич.

## Подчинение
| Дата            | Фронт (округ)             | Армия      | Корпус                            | Примечания                                                                   |
| --------------- | ------------------------- | ---------- | --------------------------------- | ---------------------------------------------------------------------------- |
| 01.11.1941 года | Приволжский военный округ | -          | -                                 | Формируются вместе с 51,53,54, 55, 56, 57,58, 59, 60 курсантскими бригадами, |
| 18.12.1941 года | Московский военный округ  | -          | -                                 | Соединения и части, подчинённые командованию Московской зоны обороны         |
| 01.01.1942 года | Московский военный округ  | -          | -                                 | Соединения и части, подчинённые командованию Московской зоны обороны         |
| 05.01.1942 года | Северо-Западный фронт     | -          | 1-й гвардейский стрелковый корпус | -                                                                            |
| 01.02.1942 года | Северо-Западный фронт     | -          | 1-й гвардейский стрелковый корпус | Соединения и части фронтового подчинения                                     |
| 01.03.1942 года | Северо-Западный фронт     | -          | 1-й гвардейский стрелковый корпус | Соединения и части фронтового подчинения                                     |
| 01.04.1942 года | Северо-Западный фронт     | -          | 1-й гвардейский стрелковый корпус | Соединения и части фронтового подчинения                                     |
| 01.05.1942 года | Северо-Западный фронт     | 11-я армия | -                                 | -                                                                            |
| 01.06.1942 года | Северо-Западный фронт     | 11-я армия | -                                 | -                                                                            |
| 08.06.1942 года | Северо-Западный фронт     | -          | -                                 | Переформировывается в 207-ю стрелковую дивизию                               |